# Neue Deutsche Welle
Neue Deutsche Welle (på dansk: Ny tysk bølge, forkortet NDW) er et udtryk, der bruges til at definere punk og New wave-inspirerede musik, der opstod i det tidligere Vesttyskland i anden halvdel af 1970'erne. Neue Deutsche Welle betegnes som en bevægelse snarere end en musikgenre, og begrebet omfatter en bred vifte af kunstnere og grupper. Udtrykket blev gjort populært i oktober 1979 af den tyske musikjournalist Alfred Hilsberg.
I starten var det, der blev kendt som Neue Deutsche Welle, en subkultur, med eksperimenterende kunstnere og grupper som Der Plan, Die Tödliche Doris og Palais Schaumburg, samt punkbands som S.Y.P.H., Fehlfarben og Abwärts.
Ved begyndelsen af 1980'erne opdagede musikindustrien i stigende grad det kommercielle potentiale i Neue Deutsche Welle. Nogle af de originale bands opnåede kommerciel succes, men frem for alt udgav en række kunstnere, der intet havde med bevægelsen at gøre, bortset fra at de sang på tysk, plader under labelet Neue Deutsche Welle. Flere af disse ville også opnå status som såkaldte one-hit wonders. Blandt disse mere succesrige artister var for eksempel Nena, Falco, Peter Schilling, Trio og Einstürzende Neubauten.